# مودیورود
مودیورود (به مجاری:  Mogyoród) یک منطقه مسکونی در مجارستان است که در استان پشت واقع شده‌است.

## خصوصیات
موگورود ۳۴٫۴۷ کیلومترمربع مساحت و ۵٬۷۲۷ نفر جمعیت دارد.